# Vetëvendosje!
Lëvizja Vetëvendosje! (ossia Movimento per l'Autodeterminazione! in albanese, noto con l'abbreviazione VV o LVV) è un partito politico del Kosovo fondato nel 2005 ha sede a Pristina.
È un partito di ideologia radicale, nazionalista (più specificamente nazionalista di sinistra), che si oppone alle ingerenze straniere negli affari interni del Kosovo e propone il diretto esercizio della sovranità del popolo come elemento di autodeterminazione.

## Storia
Vetëvendosje! è stato fondato nel 2004 come partito successore di Kosovo Action Network, un'iniziativa di cittadinanza favorevole alla democrazia diretta. Il nome del partito si ispira allo slogan utilizzato durante le proteste del 1968 nella provincia autonoma jugoslava del Kosovo.
Si è presentato alle elezioni parlamentari per la prima volta il 12 dicembre 2010, raccogliendo 88.652 voti, pari al 12,69% dei suffragi, divenendo con 14 seggi su 120 la terza forza politica del paese alle spalle del Partito Democratico del Kosovo e della Lega Democratica del Kosovo.
Quattro anni più tardi, alle elezioni politiche dell'8 giugno 2014 il partito, guidato da Albin Kurti, ha rafforzato i propri consensi raccogliendo 99.397 voti, pari al 13,59%, che gli hanno garantito la permanenza in parlamento come forza d'opposizione con 16 seggi.
Nel novembre 2015, il leader Albin Kurti viene arrestato, assieme ad altri 86 attivisiti, durante una protesta contro il governo. La manifestazione popolare era sorta dopo che nei mesi precedenti i parlamentari di Vetëvendosje! hanno bloccato i lavori del parlamento per impedire l'approvazione di una serie di accordi con la Serbia mediati dall'Unione Europea..

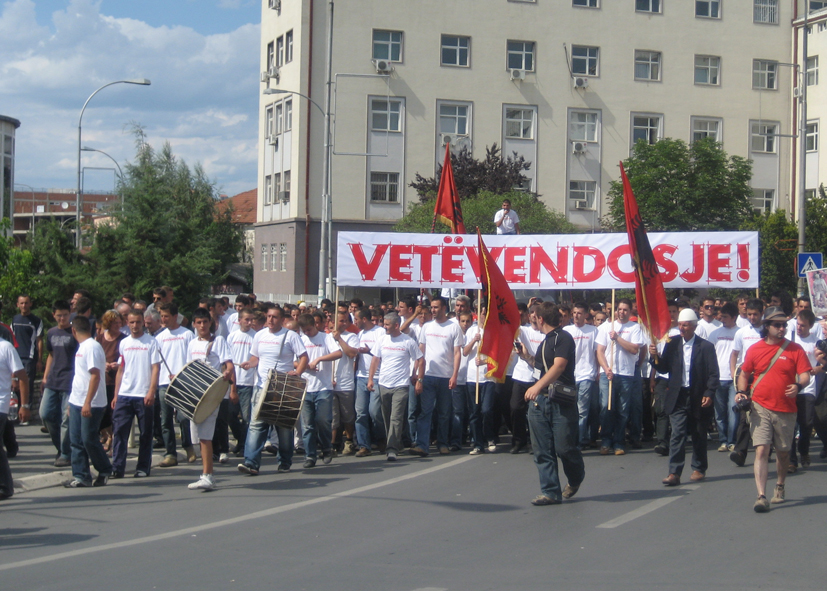
Manifestazione del partito del 30 giugno 2007.
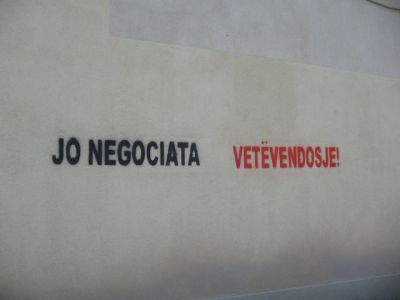
"No negoziati, autodeterminazione", graffiti a Glogovac.
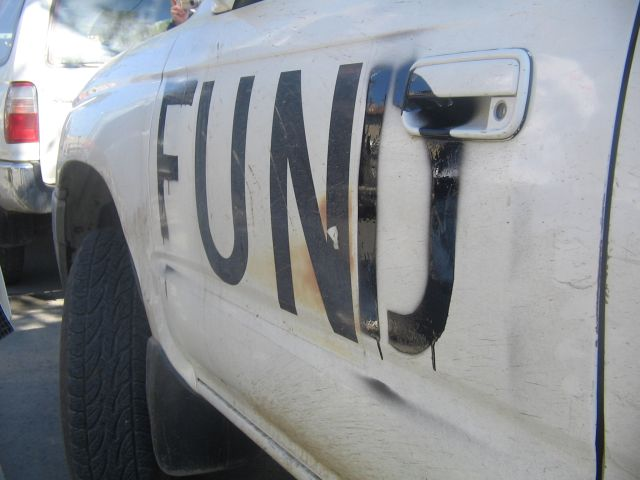
FUND - ossia in lingua albanese 'Fine'